# 阿尔卡迪乌什·帕沃夫斯基
阿尔卡迪乌什·帕沃夫斯基（波蘭語：Arkadiusz Pawłowski，1956年4月25日—），波兰男子游泳运动员。他曾代表波兰参加1980年、1984年、1988年、1992年、1996年和2000年夏季残疾人奥林匹克运动会游泳比赛，获得十枚金牌、三枚银牌和五枚铜牌。